# 平野雅章
平野 雅章（ひらの まさあき、1931年1月15日 - 2008年11月22日）は、日本の食物史家。儀礼文化学会専門委員。なお雅章はペンネームである。本名・平野  武（たけし）。初期の筆名は正章だったが1980年ころ雅章に改名。千葉県富津市生まれ、同市に在住した。

## 来歴
早稲田大学第二文学部心理学専修卒業。大学在学中より北大路魯山人に師事し海外旅行にも同行した。魯山人の遺した美術・料理等の著作を編纂した。主婦の友社編集局に勤務の後、日本食物文化史の研究に専念し文筆活動を続ける。
フジテレビ系列の人気番組であった『料理の鉄人』に「かの魯山人の愛弟子」との紹介され、審査員としてレギュラー出演した。同じく審査員としてレギュラー出演していた料理記者の岸朝子は、主婦の友社時代の同僚でもあった。
「トリビアの泉」（2005年11月23日放送）のコーナー「トリビアの種」で「料理の専門家が最も美味しいと認める冷や飯に合うカップラーメンの残り汁は？」の検証審査員をした。他の審査員は見田盛夫（料理評論家）、江上栄子（料理研究家）、アンドレ・パッション（レストラン「パッション」オーナーシェフ）。
2008年11月、心筋梗塞のため77歳で死去。葬儀は近親者で済ませ、没後1年を経て公表された。

## 著書
- 『食物ことわざ事典』平野正章 文芸春秋　ポケット文春　1969　のち文庫（雅章）
- 『たべもの歳時記』平野正章 文芸春秋　ポケット文春　1970　のち文庫（雅章）
- 『味ごよみ』平野正章 文芸春秋 1973
- 『やさい風土記』平野正章 毎日新聞社 1976
- 『美味散策』平野正章 新人物往来社 1977
- 『美味真髄』平野正章 新人物往来社 1977
- 『食の文化考』平野正章 東京書籍 東書選書 1978
- 『食べものの四季』講談社現代新書　1981
- 『にっぽん食物誌』講談社 1983
- 『たべもの語源考』雄山閣出版 1985
- 『熱いが御馳走 食物ことわざ事典2』文春文庫　1987
- 『日本の食文化』中公文庫　1991
- 『江戸美味い物帖』広済堂出版 1995
- 『魯山人味ごよみ 味覚の洗練美味の真髄』広済堂出版 1995
- 『魯山人料理の極意』五月書房 1995
- 『魯山人料理控 作るこころ、食べるこころ』広済堂出版 1995
- 『食のことわざ歳時記 伝承の食生活の知恵120』講談社 1996
- 『平野雅章の汁物ばんざい! ニッポン汁物博物誌。』淡交社 1996
- 『旬の味手控帖』中公文庫　1997
- 『魯山人美味の真髄 魯山人が究めた食の心とかたち』リヨン社 1997
- 『和食の履歴書 食材をめぐる十五の物語』淡交社 1997
- 『魯山人雅美礼讃』廣済堂出版 1998
- 『江戸・食の履歴書』小学館文庫　2000
- 『魯山人もてなしの真髄 もてなしの心もてなしの形』リヨン社 2003
- 『魯山人御馳走帖』廣済堂文庫 2004

### 共編著
- 『しょうゆの本』田村平治、平野正章共編 柴田書店 1971
- 『てんぷらの本』平野正章、小林菊衛著 柴田書店 1976
- 『料理名言辞典』編　東京堂出版 1983
- 『豆腐・納豆あれもこれも』永山久夫共著 雄鶏社 日曜日の遊び方　1989
- 『食の名言辞典』服部幸應、田中静一、森谷尅久共編著 東京書籍 1994
- 『うどん通』長井恒　1986

### 編纂
- 北大路魯山人『魯山人味道』平野正章編著 東京書房社 1974　のち中公文庫（雅章）
- 北大路魯山人『魯山人陶説』平野正章編著 東京書房社 1975　のち中公文庫（雅章）
- 北大路魯山人『魯山人書論』編 五月書房 1980　のち中公文庫
- 『魯山人著作集』全3巻 編 五月書房 1980
- 魚谷常吉『日本料理教本』編 東京書房社 1981
- 『日本料理探求全書」編著 東京書房社 1982
- 魚谷常吉『味覚法楽』編 中公文庫　1991
- 北大路魯山人『魯山人「道楽」の極意』編・五月書房　1996
- 北大路魯山人『魯山人魂を刳る美』編 二玄社 1998
- 北大路魯山人『魯山人の美食手帖』編 角川春樹事務所 グルメ文庫 2008

### 翻訳
- 『典座教訓・赴粥飯法』平野正章訳 徳間書店 1973
- 『日本料理秘伝集成 原典現代語訳 日本料理法秘伝』編　同朋舎出版 1985
- 『料理物語 日本料理の夜明け』教育社新書 原本現代訳 1988
- 栗山善四郎『江戸流行料理通』教育社新書 原本現代訳 1989

## 関連人物
- 北大路魯山人（師匠）
- 岸朝子（元同僚）